# 波佩什蒂鄉 (沃爾恰縣)
44°59′09″N 24°06′22″E / 44.9858°N 24.1062°E
波佩什蒂鄉（羅馬尼亞語：Comuna Popești, Vâlcea），是羅馬尼亞的鄉份，位於該國西南部，由沃爾恰縣負責管轄，面積53平方公里，海拔高度256米，2002年人口3,177，人口密度每平方公里60人。